# Sven-Erik Nilsson
Sven-Erik Anton Nilsson, född 14 juli 1927 i Helsingborgs Maria församling i Malmöhus län, död 31 augusti 1997 i Förslövs församling i Skåne län, var en svensk militär.

## Biografi
Nilsson avlade studentexamen 1947, blev reservofficer 1950 och avlade officersexamen vid Kungliga Krigsskolan 1953. Han befordrades till kapten vid Svea ingenjörregemente 1962, gick Högre kursen vid Militärhögskolan 1964–1966 och tjänstgjorde vid Fältarbetsskolan 1967–1968. Han inträdde i Fälttygkåren 1968 och tjänstgjorde 1968–1970 vid Armématerielförvaltningen i Försvarets materielverk. Han befordrades till major 1970 och var bataljonschef vid Svea ingenjörregemente 1970–1972. År 1972 befordrades han till överstelöjtnant, varpå han var lärare och kurschef vid Militärhögskolan 1972–1976 och stabschef vid Södra skånska regementet 1976–1980. Han befordrades till överste 1980 och var därefter chef för Göta ingenjörregemente 1980–1982 och Svea ingenjörregemente 1982–1984. Han utbildade sig vid Försvarshögskolan 1983. År 1984 befordrades Nilsson till överste av första graden, varefter han 1984–1987 var chef för Norra Smålands regemente tillika befälhavare för Jönköpings försvarsområde.
Sven-Erik Nilsson var son till trädgårdsmästaren Ernst Nilsson och dennes hustru Anna Maria Svensson. Han var först gift med Margit Charlotta Martinsson (1929–2006) till 1981 och sedan gift med Kerstin Klang (född 1936) från 1981. Han är gravsatt i minneslunden på Förslövs kyrkogård.

### Utmärkelser
- Riddare av första klass av Svärdsorden, 1972.[7]